# Santa María de Eunate

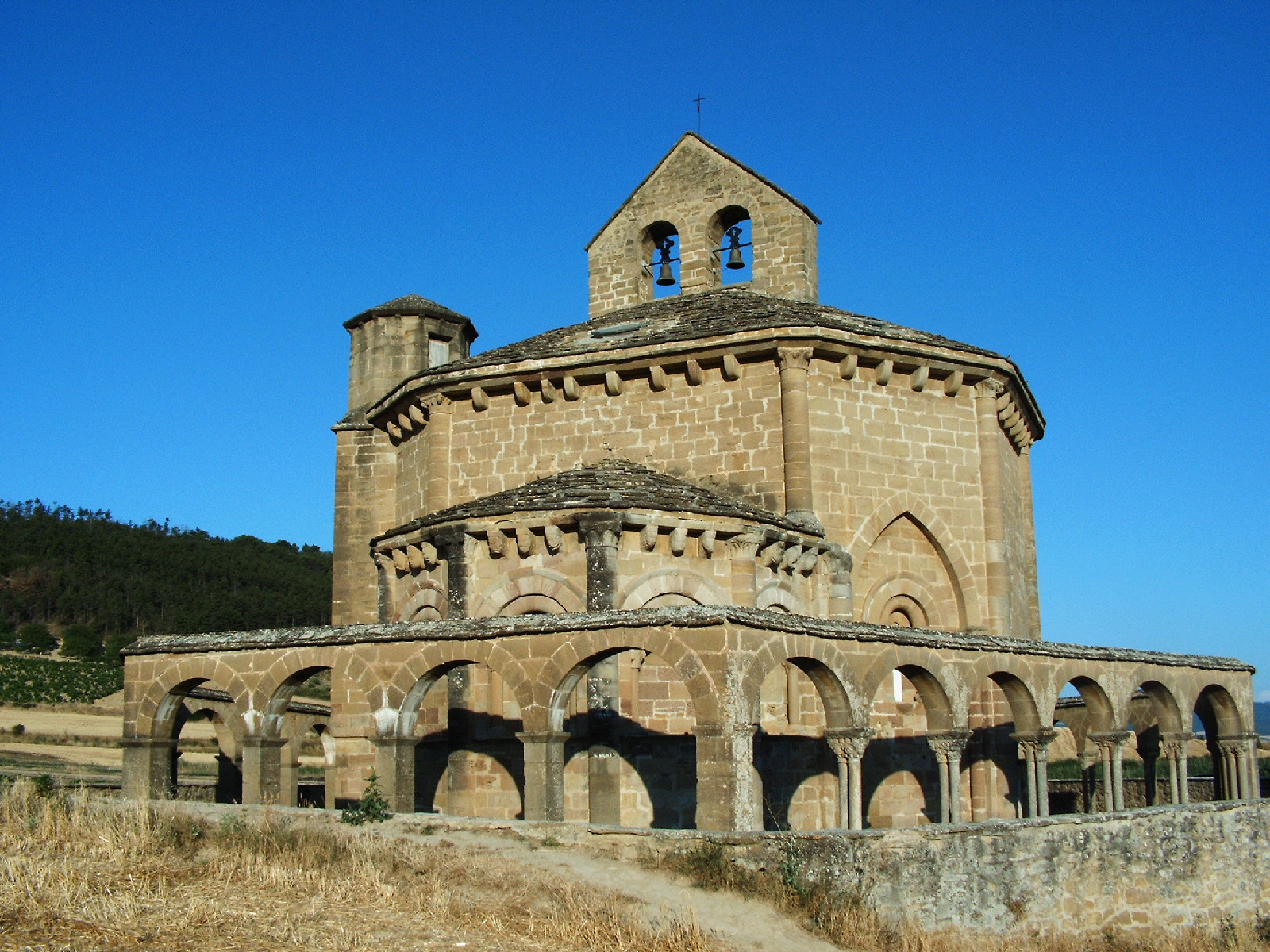
Santa María de Eunate

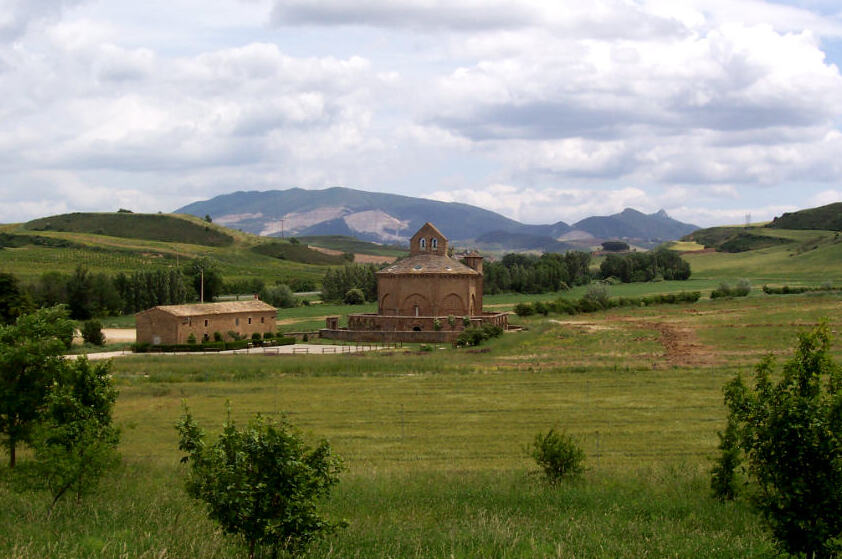
Lage der Kirche, von Westen aus gesehen

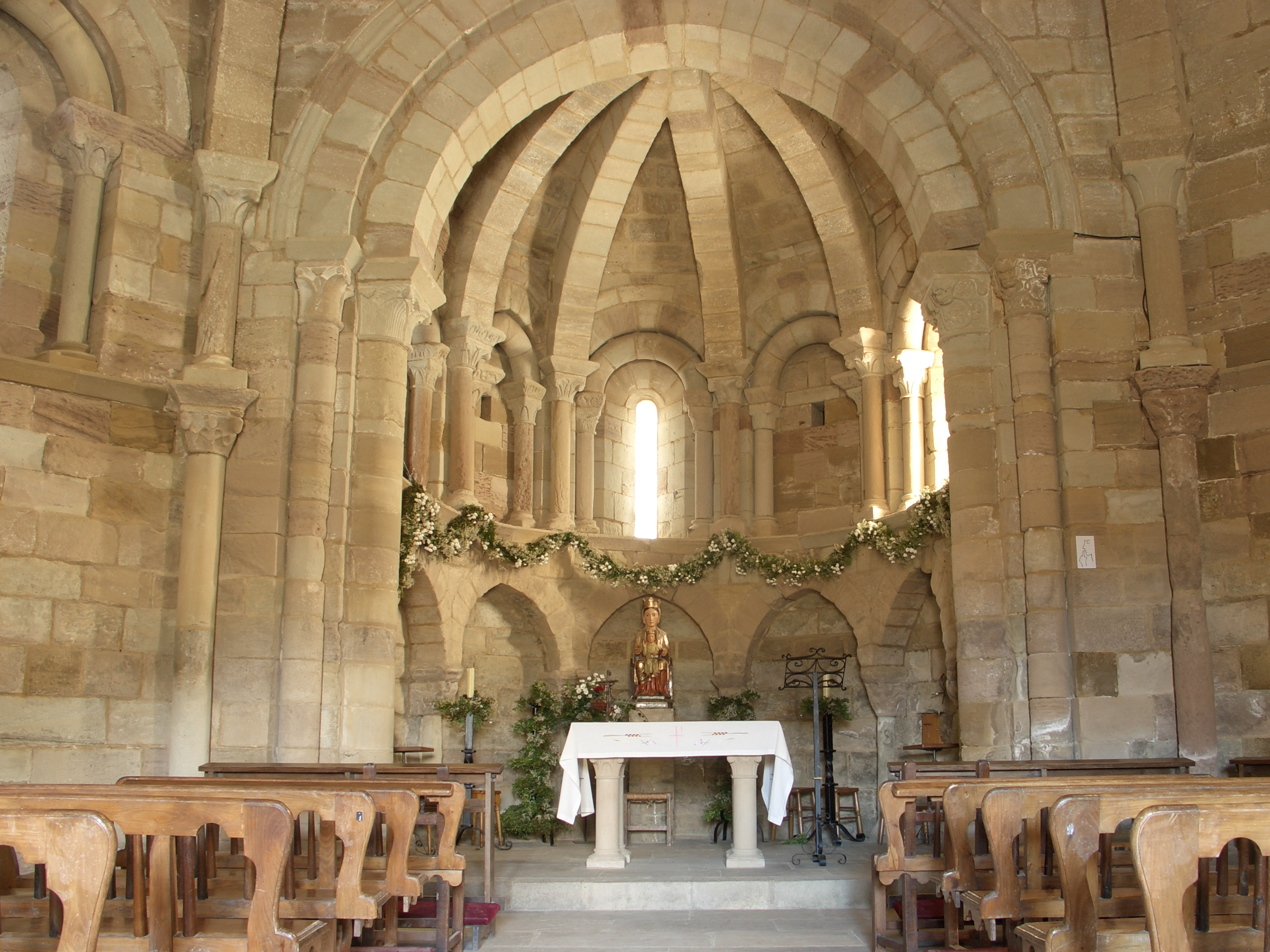
Innenansicht der Kirche

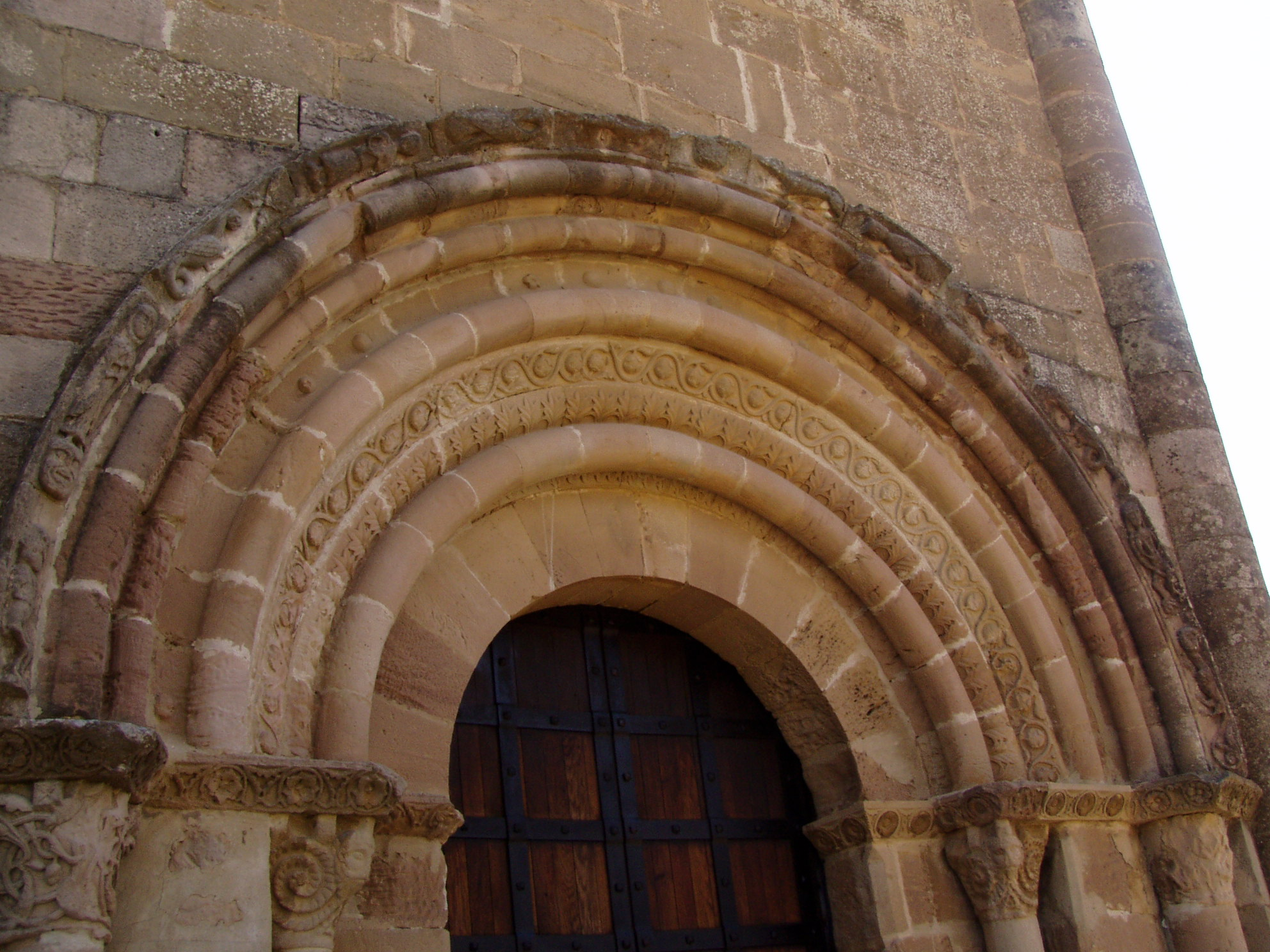
Baudetail: Türbogen des Westportals

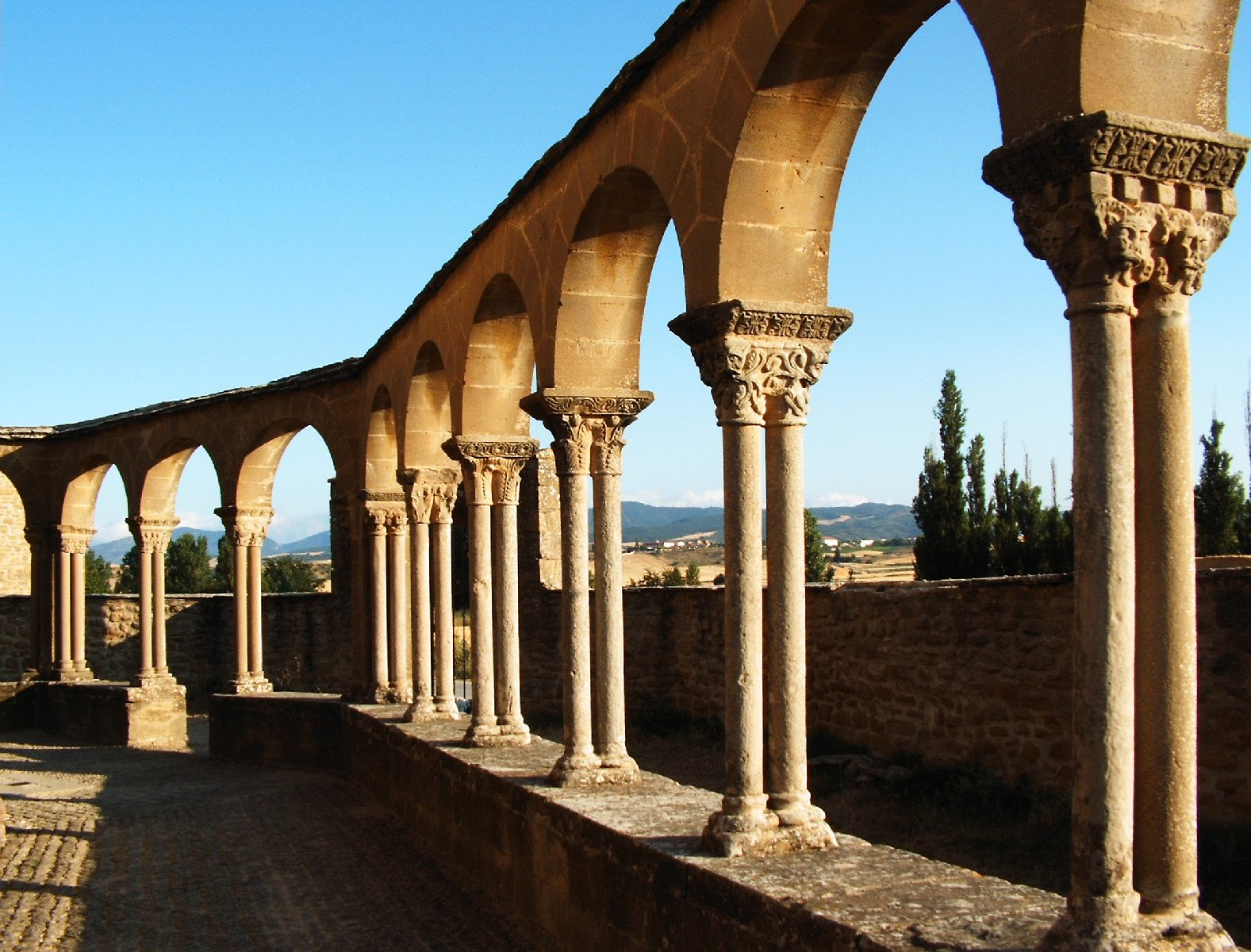
Bogenwerk des Umgangs

Santa María de Eunate ist eine romanische Kirche am aragonesischen Zweig des Jakobswegs in Navarra (Spanien). 

## Geografische Lage
Die Kirche liegt im freien Feld, ohne direkten Bezug zu einer Siedlung, einige Kilometer von dem Marktflecken Muruzábal entfernt und östlich von Puente la Reina, wo die beiden Jakobswege über die Pyrenäenpässe von Somport (Aragonien) und von Roncesvalles zusammentreffen.

## Geschichte
Die Kirche wurde Ende des 12. Jahrhunderts oder Anfang des 13. Jahrhunderts im romanischen Stil und mit mozarabischen Einflüssen erbaut. 1940 bis 1943 wurde die Anlage restauriert, die Kapitelle des Umgangs bei dieser Gelegenheit neu arrangiert. Dabei wurde wohl auch einiges recht frei ergänzt. Damals fanden auch archäologische Ausgrabungen außerhalb der Umfassungsmauer statt, wobei auch Gräber mit Bestattungen aufgedeckt wurden, in denen sich Pilgermuscheln befanden, also wohl hier verstorbene Pilger. Eventuell bestand hier ein Hospiz, das dem Johanniterorden gehörte.

## Beschreibung
Der leicht unregelmäßige, achteckige Grundriss weist eine Ähnlichkeit mit Anlagen der Templer auf. Deren Vorliebe für den Zentralbau orientiert sich an der Grabeskirche in Jerusalem. Zudem besteht eine Ähnlichkeit zur nahe gelegenen Heiliggrabkirche in Torres del Río. Die innen halbrunde Apsis weist nach außen einen Fünfachtelschluss auf. Der Grundriss des Oktogons ist leicht asymmetrisch und auch der Chor leicht aus der Achse gerückt. Jede Ecke des Gebäudes wird durch eine Säule betont.
Das Oktogon ist mit zwei Portalen versehen, die kleinen Fenster besitzen Alabasterscheiben. Kapitelle und die Portale sind reich verziert. Mozarabische Einflüsse lassen sich an den wulstigen Rippen ablesen, die sich, von den Pfeilern ausgehend, in der Kuppel des Kirchenraums treffen und das Gewölbe tragen. Vielleicht wurde das gesamte Gebäude von einem mozarabischen Baumeister errichtet.
Die Kirche umläuft parallel zur Außenwand in einigen Metern Abstand eine Arkade, die dem Bauwerk wohl zu seinem Namen verholfen hat (baskisch: Eunate – hundert Tore, hunderttorig). Es gibt keinerlei Spuren, die darauf schließen hindeuten, dass es zwischen Kirche und Arkaden eine Überdachung gegeben hat. Da der Umgang ohne Dach aber wenig Sinn ergibt lag ein Dach wohl zwischen Arkade und der wiederum achteckigen Mauer mit leicht unregelmäßigen Seiten, die die gesamte Anlage umgibt.

## Legenden
Die Lage der Kirche, ihre teilweise ungeklärte Geschichte sowie die spezielle Stimmung in der Kirche regten viele Menschen zu Spekulationen an. So existiert in der Gegend eine Sage, die die Ähnlichkeit des Kirchenportals mit dem einer anderen nahen Kirche dem Wirken übernatürlicher Kräfte zuschreibt, während sie wohl nur Beleg für das Wirken des gleichen (unbekannten) Steinmetzen ist. Weiterhin glauben Anhänger bestimmter esoterischer Richtungen, dass Eunate neben Notre Dame de Paris und dem Taj Mahal einer der Kraftorte dieser Erde sei.

## Wissenswert
Santa Maria de Eunate ist als Heiratsort beliebt.